# REEP1
La proteína 1 que mejora la expresión del receptor es una proteína que en humanos está codificada por el gen REEP1.